# Yu Bai
Yu Bai es un deportista chino que compitió en taekwondo. Ganó una medalla de plata en el Campeonato Asiático de Taekwondo de 2004 en la categoría de –84 kg.

## Palmarés internacional
| Campeonato Asiático | Campeonato Asiático      | Campeonato Asiático | Campeonato Asiático |
| Año                 | Lugar                    | Medalla             | Categoría           |
| ------------------- | ------------------------ | ------------------- | ------------------- |
| 2004                | Seongnam (Corea del Sur) | Medalla de plata    | –84 kg              |